# Senaquirim-Joan Arzeruni
Senaquirim-Joan Arzeruni (armeni: Սենեքերիմ-Հովհաննես Արծրունի), esmentat en les fonts romanes d'Orient simplement com a Senaquirim (grec: Σεναχηρείμ), fou el sisè i últim rei de Baspracània. Pertanyia a la dinastia dels Arzerunis. El 1021, veient-se incapaç de mantenir a ratlla els seus veïns musulmans, cedí el seu regne a l'emperador romà d'Orient Basili II a canvi d'extenses terres i el càrrec de governador del tema de Sebaste.